# 邓国公主 (宋哲宗)
邓國公主，本名不詳，（1094年—1096年）北宋皇帝宋哲宗长女，母親昭慈圣献皇后孟氏。初封福庆公主。
當時哲宗正寵愛刘婕妤，把孟皇后冷落在旁。紹聖三年（1096年）九月，三岁的福慶公主重病，藥石罔效，都没有好转的迹象，孟皇后之姐持道家治病符水入宮醫治。由於符水之事向為宮中禁忌，孟氏大驚失色，命將符水藏之，等到哲宗到時，再一一說明原委，哲宗認為是人之常情，並不怪罪。孟皇后即取符咒烧灰作法。但自此，宫中开始盛传皇后使用巫术。
公主病逝后，孟氏養母听宣夫人燕氏等人為孟氏祈福，此事正落人口實，哲宗聽說後也開始懷疑起來，命人調查此案。皇城司遂逮捕皇后左右侍女及宦官數十人，將他們刑求逼供，史載「搒掠備至，肢體毀折，至有斷舌者」，在酷刑之下，孟氏的罪名被羅織出來，於是被廢，出居瑤華宮，號「華陽教主」、「玉清妙靜仙師」，法名「沖真」。
宋徽宗即位后，于元符三年（1100年）三月，追封侄女为邓國公主。後改公主为帝姬，改封洵美帝姬。